# Nushki
Nushki (en baluchi نوشکی) es una localidad de Pakistán, en la provincia de Baluchistán. Se encuentra al suroeste de Quetta, y está situado en una llanura en la base de la meseta de Quetta, 2900 pies sobre el nivel del mar. Desde Nushki, el desierto plano de Beluchistán se extiende hacia el norte y hacia el oeste hasta el río Helmand.

## Historia
Nushki fue un punto de partida para la exploración británica de Asia Central. Los británicos, preocupados de que sus colonias en la India fueran atacadas por los rusos, enviaron a dos oficiales británicos, el capitán Charles Christie y el teniente Henry Pottinger, a explorar las regiones entre Beluchistán y Persia. Christie y Pottinger viajaron desde la costa a Kelat (ahora Kalat) y se separaron en Nushki el 22 de marzo de 1810, con Christie dirigiéndose al noroeste hacia Herat y Pottinger hacia el oeste a través de los desiertos. Se reunieron en Isfahán el 30 de junio de 1810, con Christie habiendo recorrido 2250 millas y Pottinger en tanto 2412 millas.